# Adamclisi
Adamclisi è un comune della Romania di 2 290 abitanti, ubicato nel distretto di Costanta, nella regione storica della Dobrugia.
Il comune è formato dall'unione di 5 villaggi: Adamclisi, Abrud, Hațeg, Urluia, Zorile.

## Storia
In origine Adamclisi era sede di un castrum romano chiamato Civitas Tropaeensium e nel 109 vi venne costruito un monumento denominato Tropaeum Traiani per commemorare la vittoria dell'Impero romano sui Daci.

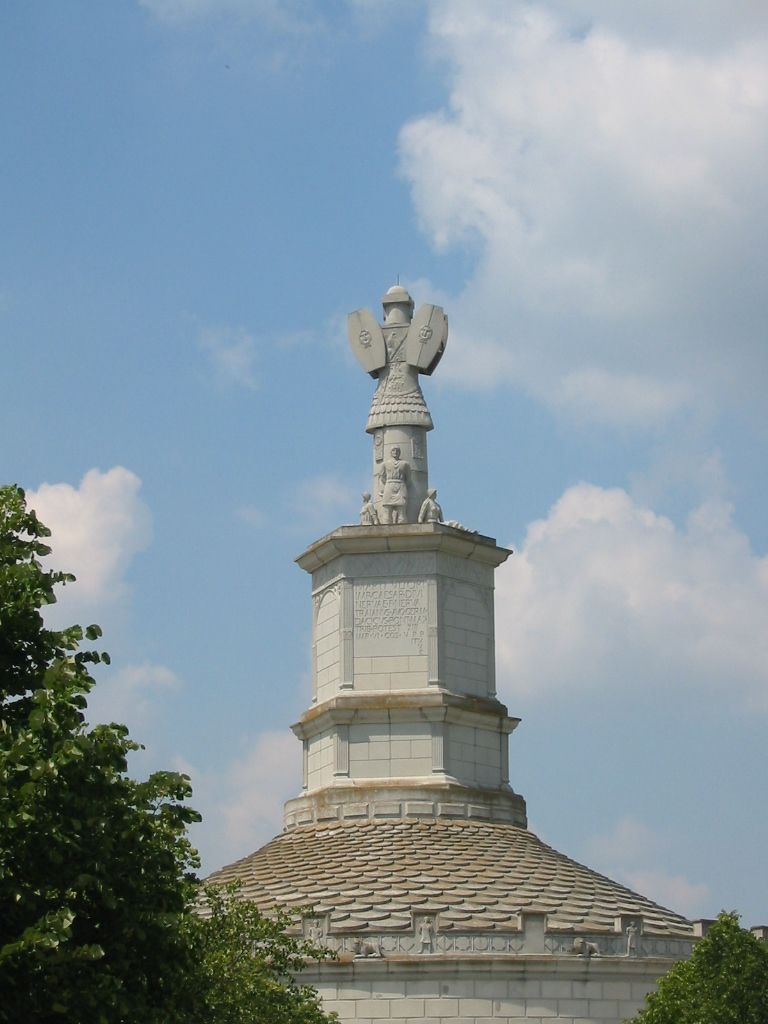
Il Tropaeum Traiani

Colonizzata dai veterani delle guerre contro i Daci, la città divenne il più grande insediamento romano della Scythia Minor e fu costituita in municipium attorno al 200. Distrutta dai Goti, la città venne ricostruita sotto il regno di Costantino I con migliori mura difensive che la protessero con successo fino al sacco degli Avari nel 587, che ne segnò sostanzialmente il declino. Ad Adamclisi si svolse un'importante battaglia degli antichi Romani: la Battaglia di Adamclisi.

## Etimologia del nome
L'attuale nome Adamclisi origina dal turco e sembra essere un adattamento in romeno di Adam Kilisse (letteralmente chiesa dell'uomo), nome dato dai turchi al Tropaeum Traiani, che pensavano essere una chiesa.